# Straßenrennen der Männer bei den Weltmeisterschaften der Studenten
Seit 1978 werden Wettbewerbe im Radsport als Weltmeisterschaften der Studenten im Radsport („World University Championship Cycling“) im Rahmen und unter dem Namen der Multisportveranstaltung Universiade veranstaltet. Seit 2021 läuft die Veranstaltung unter dem Namen „FISU World University Games“. Der internationale Hochschulsportverband Fédération Internationale du Sport Universitaire (FISU) ist Veranstalter der Wettbewerbe. Das Straßenrennen der Männer bei den Weltmeisterschaften der Studenten wird als Eintagesrennen ausgetragen. Vorläufer waren die Weltstudentenspiele, die 1923 begründet wurden. Frühere Sieger dabei waren Willy Kemp 1947, Jean Bobet 1949 und 1950 sowie Gustav-Adolf Schur 1954.

## Palmarès
- 1978  Theo de Rooij
- 1983  Sergio Scremin
- 1986  Nikolai Kossjakow
- 1990  Paul King
- 2006  Malaya van Ruitenbeek
- 2011 kein Straßenrennen
- 2014  Petr Vakoč
- 2016  Cyrus Monk
- 2018  Liam Magennis
- 2024  Jakub Ťoupalík